# Кушва
Ку́шва (рос. Кушва) — місто, центр Кушвинського міського округу Свердловської області.

## Географія
Місто розташоване на північний захід від Єкатеринбурга і Нижнього Тагілу.

## Населення
Населення — 30167 осіб (2010, 35555 у 2002).

## Економіка
В даний час Кушва — промисловий центр Середнього Уралу, тут працюють 16 промислових підприємств різних галузей промисловості:
- Видобуток і збагачення залізної руди — Гороблагодатський рудник Високогорського гірнозбагачувального комбінату
- Чорна металургія — Кушвинський завод прокатних валків
- Машинобудування — заводи прокатних валків, керамзитового гравію, завод по ремонту транспортного обладнання

## Відомі особистості
В місті народився:
- Широков Анатолій Георгійович (1908—1993) — український графік, портретист